# Air Deccan
Air Deccan est une compagnie aérienne indienne du type low cost, filiale de Deccan Aviation. Créée par le capitaine G.R Gopinath, soucieux de populariser l'avion en Inde. Cette compagnie exploite seulement les lignes intérieures indiennes.
Elle connaît un beau succès grâce notamment à sa publicité « Il fut un temps où voyager en avion était un privilège réservé à une petite élite... les temps ont bien changé » et grâce à sa politique du « premier arrivé, premier servi ». Celle-ci consiste à vendre la première place d'un vol à une roupie et les trois suivantes à 500. Pour mieux desservir le pays, la compagnie a racheté et réhabilité plusieurs aéroports abandonnés de petites villes du pays. Ceci portant à 53 le nombre de destinations à travers le pays.
Pour satisfaire la demande, passée de 13 millions de passagers en 2004, à 24 millions en 2006, Air Deccan a passé commande de 30 ATR et 62 avions de la famille Airbus A320 tablant sur une flotte de 112 appareils à l'horizon 2014 pour assurer environ 890 vols quotidiens au lieu des 224 aujourd'hui.
En août 2008, Air Deccan a fusionné avec une autre compagnie aérienne indienne, Kingfisher Airlines et a maintenant la possibilité de desservir l'étranger.

## Galerie

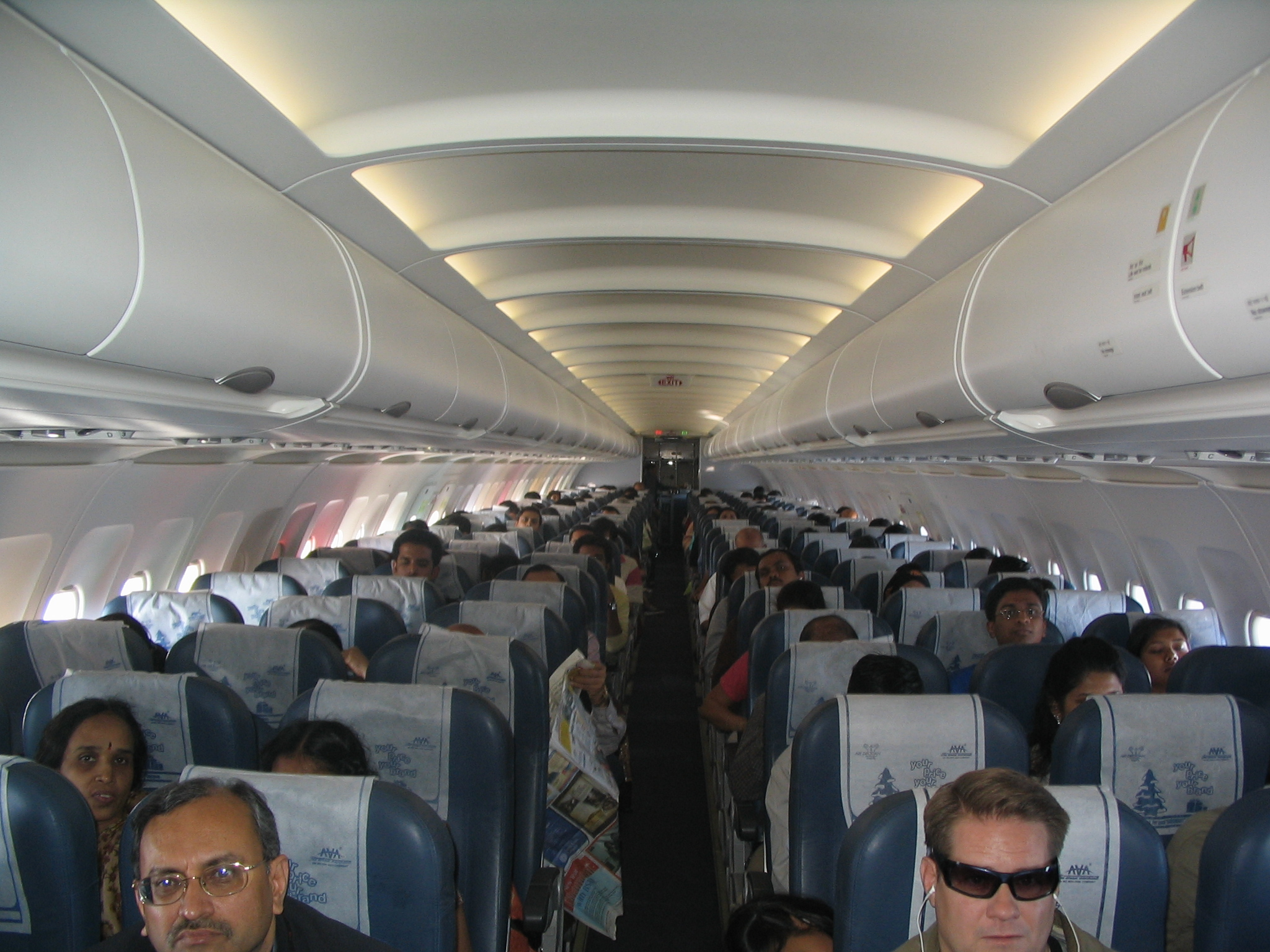
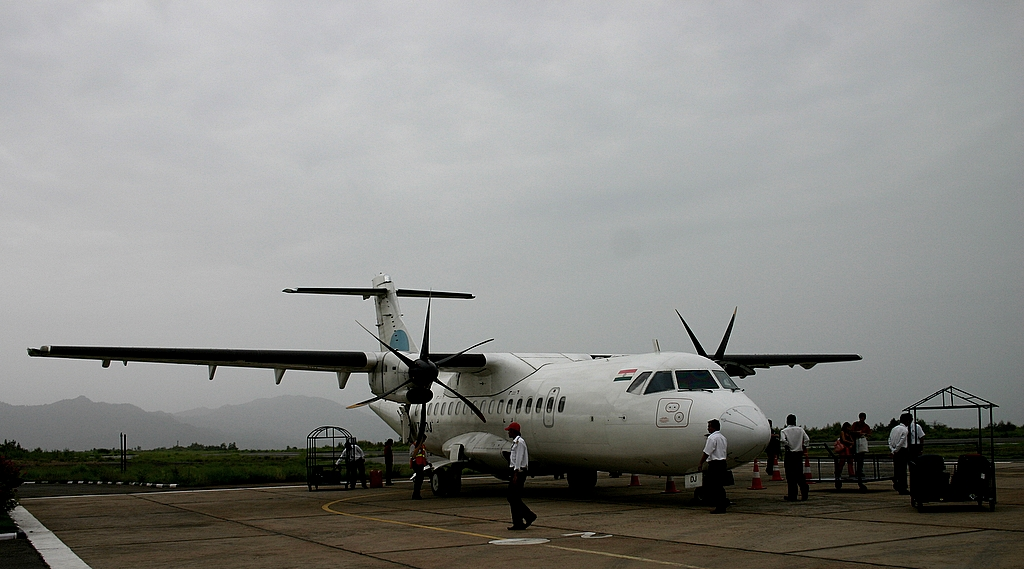